# György Mészáros
Dans le nom hongrois Mészáros György , le nom de famille précède le prénom, mais cet article utilise l’ordre habituel en français György  Mészáros, où le prénom précède le nom.
György Mészáros, né le 30 avril 1933 à Budapest et mort le 14 septembre 2015 dans la même ville, est un kayakiste hongrois.

## Carrière
György Mészáros participe aux Jeux olympiques de 1960 à Rome et remporte la médaille d'argent en K-2 1 000 m avec Andras Szente. Lors de ces mêmes Jeux, il remporte la médaille d'argent dans l'épreuve du K-1 4x500m. Il est aussi cinquième du K-2 1 000 m avec Imre Szöllősi et quatrième du K-4 1 000 m  aux Jeux olympiques de 1964 à Tokyo.